# 多脊齒龍屬
多脊齒龍屬（學名：Polyptychodon）是鰭龍超目上龍亞目的一屬，生存於白堊紀。化石發現於北美洲與歐洲。

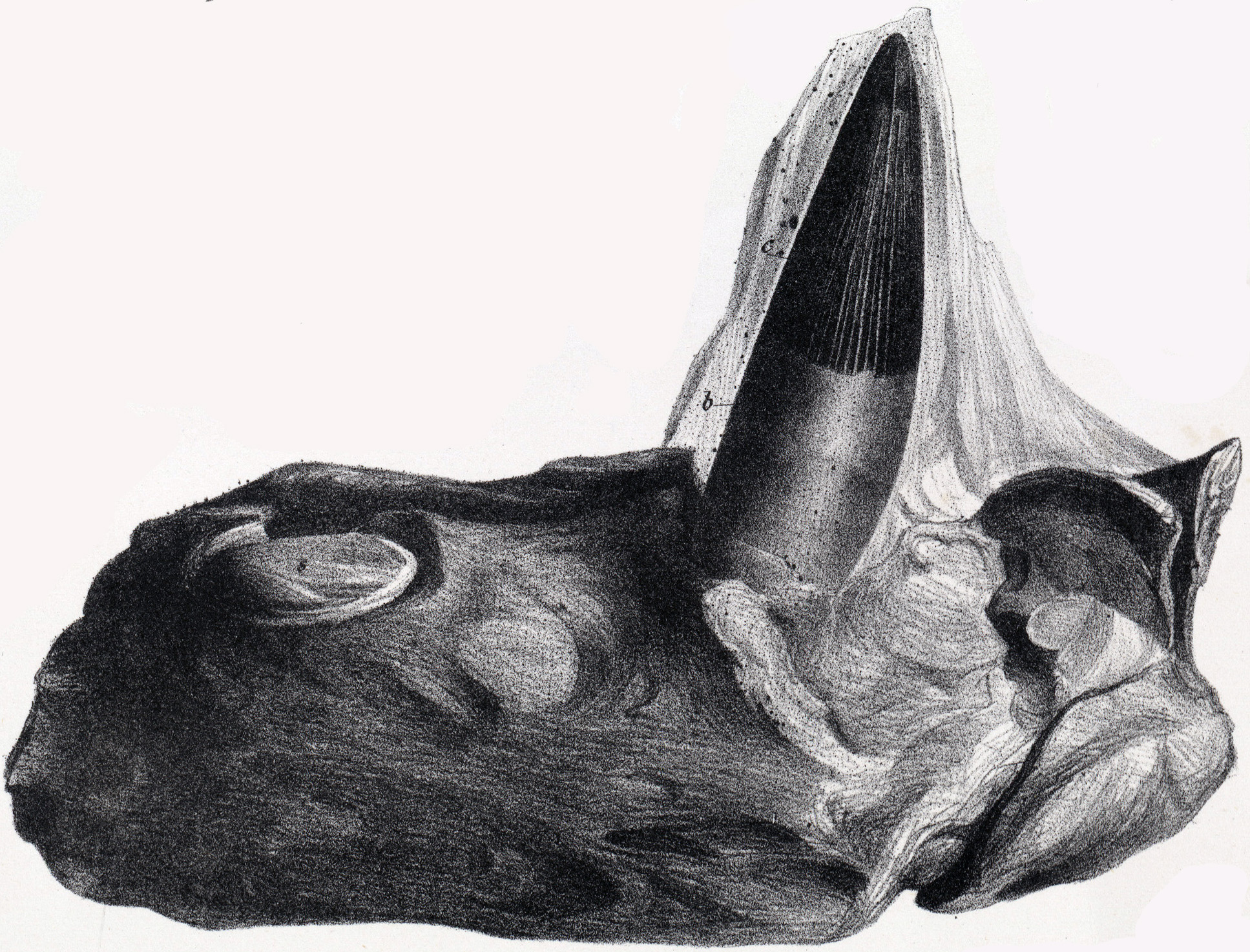
多脊齒龍的下頜與牙齒

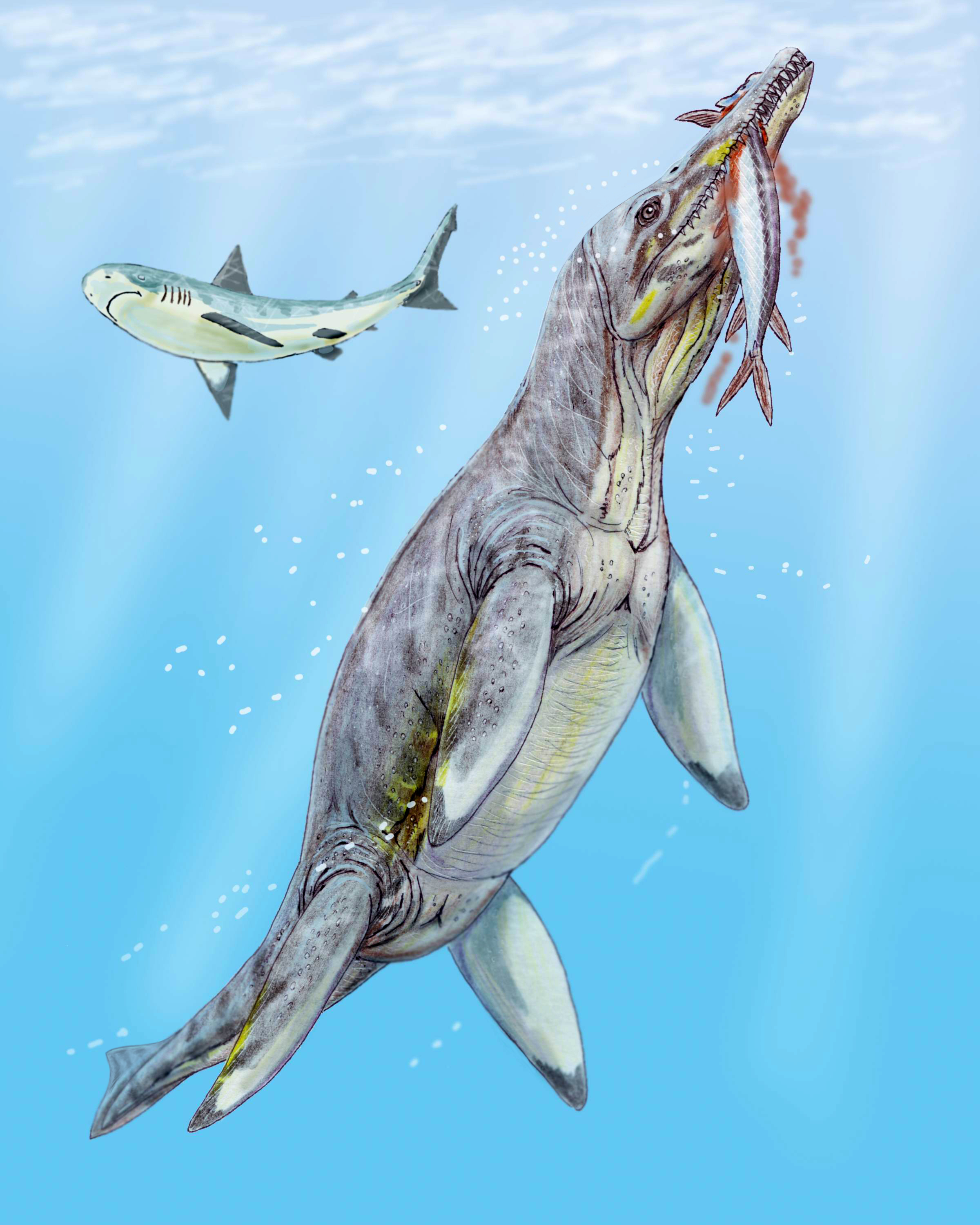
多脊齒龍的想像圖

模式種是P. interruptus，化石發現於英格蘭，年代屬於阿爾比階。英格蘭與法國東部發現的一些牙齒與脊椎，也被歸類於多脊齒龍。若以克柔龍的化石與法國的脊椎相比較，可得出多脊齒龍的身長接近7公尺。
第二個種是P. hudsoni，正標標本（編號SMM 60313）發現於德州達拉斯，年代屬於土侖階。正模標本是在1960年代早期被發現，是在興建達拉斯─沃斯堡國際機場時發現的。

## 外部連結
- Polyptychodon （页面存档备份，存于） in the Paleobiology Database